# 파스코갈레속
파스코갈레속(Phascogale)은 주머니고양이과에 속하는 오스트레일리아에 사는 육식성 유대류이다. 붓꼬리파스코갈레 (Phascogale tapoatafa)와 붉은꼬리파스코갈레 (Phascogale calura)의 2종으로 이루어져 있다. 많은 주머니고양이과 종처럼 수컷은 단지 1년을 살며, 격렬한 짝짓기를 마치고나서 죽는다. "파스코갈레"(Phascogale)라는 용어는 1824년에 테민크(Coenraad Jacob Temminck)가 붓꼬리파스코갈레에 처음 사용했으며, "주머니족제비"(pouched weasel)라는 의미이다.

## 생활사
짝짓기는 주로 5월과 7월 사이에 한다. 수컷들은 모두 짝짓기 이후에 죽는다. 암컷은 30일간의 임신 기간 이후 약 6마리의 새끼를 낳는다. 새끼는 약20주 후의 젖을 떼는 시기까지 사는 둥지로 옮기기 전에 약 7주간을 육아낭에서 지낸다. 암컷은 약 3년을 살며, 보통 한 번의 출산을 한다.

## 하위 종
- 붓꼬리파스코갈레 (Phascogale tapoatafa)
- 붉은꼬리파스코갈레 (Phascogale calura)